# Paullina
Paullina è un comune degli Stati Uniti d'America, situato nello Stato dell'Iowa, nella contea di O'Brien.